# طولابي برآفتاب (مقاطعة دورة)
طولابي برآفتاب (بالفارسية: طولابی برآفتاب) هي قرية تقع في قسم تشكن الريفي (مقاطعة دورة) في إيران. يقدر عدد سكانها بـ 338 نسمة .